# مریم عثمان

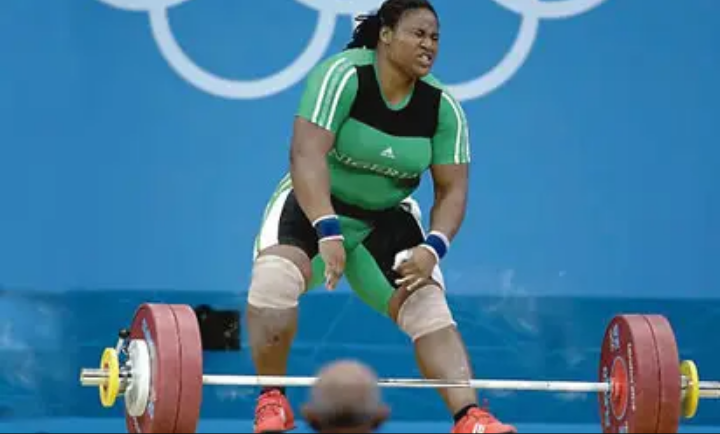
مریم عثمان

مریم عثمان (انگلیسی: Mariam Usman؛ زادهٔ ۹ نوامبر ۱۹۹۰) وزنه‌بردار زن اهل نیجریه است.
وی در مسابقات کشوری و بین‌المللی در مجموع برندهٔ ۷ مدال طلا، ۳ مدال نقره، ۲ مدال برنز شده‌است.